# 先取特権保存登記
先取特権保存登記（さきどりとっけんほぞんとうき）とは、日本における登記の態様の一つで、先取特権の発生の登記をすることである（不動産登記法3条参照）。本稿では不動産登記における先取特権保存登記について説明する。

## 略語について
説明の便宜上、次のとおり略語を用いる。
法
不動産登記法（平成16年6月18日法律第123号）
令
不動産登記令（平成16年12月1日政令第379号）
規則
不動産登記規則（平成17年2月18日法務省令第18号）
記録例
不動産登記記録例（2009年（平成21年）2月20日民二500号通達）

## 先取特権と登記
不動産保存の先取特権は保存行為完了後ただちに登記をしないと効力を生じない（民法337条・326条）。不動産工事の先取特権は工事の開始前に費用の予算額を登記しないと効力を生じない（民法338条1項前段・327条）。不動産売買の先取特権は売買契約と同時に不動産の価格及び利息を登記しないと効力を生じない（民法340条・328条）。一般の先取特権は登記をしなくても登記のない他の担保物権者に対抗できる（民法336条）。
一般の先取特権が競合する場合、すべての一般の先取特権に登記があるとき又はすべての一般の先取特権に登記がないときは共益の費用→雇用関係→葬式の費用→日用品の供給の順に優先権がある（民法329条1項・306条）。特別の先取特権と一般の先取特権に共に登記がある場合、特別の先取特権が優先するが、共益の費用の先取特権はその利益を受けたすべての債権者に優先する（民法329条2項）。特別の先取特権が競合する場合、不動産保存→不動産工事→不動産売買の順に優先権がある（民法331条1項・325条）。
登記された不動産保存の先取特権及び不動産工事の先取特権は、登記の順序に関係なく抵当権・不動産質権に優先する（民法339条・361条）。その他については民法177条が適用される。
不動産売買の先取特権保存登記は売買による所有権移転登記と同時に申請しなければならない（1954年（昭和29年）9月21日民甲1931号通達）。また、未登記不動産を売買した場合、所有権保存登記と不動産売買の先取特権保存登記を同時に申請することができる（1958年（昭和33年）3月14日民甲565号心得回答・通達）。更に、売買による地上権・永小作権・賃借権の移転登記と当該権利の売買の先取特権保存登記を同時に申請することができるとされている（書式解説-53頁）。

## 登記事項
絶対的登記事項として以下のものがある。
- 登記の目的
- 申請の受付の年月日及び受付番号
- 登記原因及びその日付
- 登記権利者の氏名又は名称及び住所並びに登記名義人が複数であるときはそれぞれの持分（以上法59条1号ないし4号）
- 順位番号（法59条8号、令2条8号、規則1条1号・147条）
- 債権額（例外あり。後述。）
- 債務者の氏名又は名称及び住所
- 所有権以外の権利を目的とするときは当該権利（例外あり。後述。）
- 複数の不動産に関する権利を目的とするときは当該不動産及び権利
- 日本国以外の通貨で債権額を指定したときは日本通貨で表示した担保限度額（以上法83条1項各号）
- 建物新築の不動産工事の先取特権保存の登記をする場合における、新築する建物並びに当該建物の種類・構造及び床面積は設計書による旨
- 主たる建物新築の不動産工事の先取特権保存の登記をする場合における、登記義務者の氏名又は名称及び住所（以上法86条2項各号）
- 所有権の登記がある建物の附属建物新築の不動産工事の先取特権保存の登記をする場合における、新築する建物並びに当該建物の種類・構造及び床面積は設計書による旨（法86条3項・2項1号）

不動産工事の先取特権保存登記の場合、債権額は工事費用の予算額とされている（法85条）。不動産売買の先取特権保存登記の場合、利息も登記する（民法328条・340条）。建物新築の不動産工事の先取特権保存の場合、「所有権以外の権利を目的とするときは当該権利」は登記事項ではない（法86条2項柱書）。
複数の不動産に関する権利を目的とする場合における当該不動産及び権利については共同担保目録において表示する。
また、相対的登記事項として以下のものがある。
- 権利消滅の定め
- 共有物分割禁止の定め（争いあり）
- 代位申請によって登記した場合における、代位者の氏名又は名称及び住所並びに代位原因（以上法59条5号ないし7号）

本稿では、上記の登記事項のうち代位申請に関する事項並びに法86条2項1号（表題部の登記である）及び同2号（職権でされる。#登記の実行で説明する。）以外の事項について、登記申請情報の記載方法を説明する。申請の受付の年月日及び受付番号については不動産登記#受付・調査を参照。

## 登記申請情報（一部）
登記の目的（令3条5号）は「登記の目的　一般の先取特権保存」（記録例322）や「登記の目的　不動産保存先取特権保存」（記録例323）のように記載する。所有権以外の権利を目的とする場合、「登記の目的　1番地上権売買先取特権保存」のように記載する（記録例327）。
登記原因及びその日付（令3条6号）の記載の例は以下のとおりである。日付はいずれも発生日である。
- 一般の先取特権保存の場合、「原因　平成何年何月から平成何年何月までの給料債権の先取特権発生」（記録例322）
- 不動産保存の先取特権保存の場合、「原因　平成何年何月何日修繕費の先取特権発生」（記録例323）
- 不動産工事の先取特権保存の場合、「原因　平成何年何月何日新築請負の先取特権発生」（記録例324）や「原因　平成何年何月何日附属建物増築請負の先取特権発生」（記録例325）
- 不動産売買の先取特権保存の場合、「原因　平成何年何月何日売買の先取特権発生」（記録例326）や「原因　平成何年何月何日地上権売買の先取特権発生」（記録例327）

債権額（令別表42項申請情報イ・43項申請情報イ・44項申請情報イ、法83条1項1号）は「債権額　金何円」（記録例322）や「工事費用予算額　金何円」（記録例324）のように記載する。
利息（民法328条・340条）は「利息　年何％」のように記載する（記録例326）。
債務者の氏名又は名称及び住所（令別表42項申請情報イ・43項申請情報イ・44項申請情報イ、法83条1項2号）「債務者　何市何町何番地　A」のように記載する（記録例322等）。
権利消滅の定め（令3条11号ニ）は、「特約　先取特権者が死亡した時に先取特権は消滅する」のように記載する。
共有物分割禁止の定め（令3条11号ニ）を先取特権保存登記において登記できるかどうかは争いがある（登記インターネット66-148頁参照）。
登記申請人（令3条1号）は先取特権者を登記権利者、先取特権設定者（不動産の所有権登記名義人など）を登記義務者として記載する。ただし、「先取特権者」「義務者」と記載するのが実務の慣行である（書式解説-29頁参照）。なお、法人が申請人となる場合、以下の事項も記載しなければならない。
- 原則として申請人たる法人の代表者の氏名（令3条2号）
- 支配人が申請をするときは支配人の氏名（一発即答14頁）
- 持分会社が申請人となる場合で当該会社の代表者が法人であるときは、当該法人の商号又は名称及びその職務を行うべき者の氏名（2008年（平成18年）3月29日民二755号通達4）。

添付情報（規則34条1項6号、一部）は、原則として、登記原因証明情報（法61条・令7条1項5号ロ）、登記義務者の登記識別情報（法22条本文）又は登記済証及び、所有権を目的とする先取特権保存登記の場合で書面申請のときには登記義務者の印鑑証明書（令16条2項・規則48条1項5号及び47条3号イ(1)、令18条2項・規則49条2項4号及び48条1項5号並びに47条3号イ(1)）である。法人が申請人となる場合は更に代表者資格証明情報（令7条1項1号）も原則として添付しなければならない。
以下の例外がある。
- 書面申請の場合でも所有権以外の権利を目的とする先取特権保存のときは印鑑証明書の添付は不要である（令16条2項・規則48条1項5号、令18条2項・規則49条2項4号及び48条1項5号）が、登記義務者が登記識別情報を提供できない場合には添付しなければならない（規則47条3号ハ参照）。
- 主たる建物新築の不動産工事の先取特権保存登記を申請する場合、登記識別情報を添付する必要はない（法86条1項後段）。印鑑証明書も添付する必要はない（登記研究433-133頁）。
- 不動産売買の先取特権保存登記を申請する場合、登記識別情報を添付する必要はない（1954年（昭和29年）9月21日民甲1931号通達参照）。印鑑証明書も添付する必要はない（令16条2項・規則48条1項5号、令18条2項・規則49条2項4号及び48条1項5号）。
- 建物新築の不動産工事の先取特権保存登記を申請する場合、図面を含む設計書の内容を証する情報を添付しなければならない（令別表43項申請情報ロ・44項申請情報ロ）。
- 建物増築の不動産工事の先取特権保存登記を申請する場合、図面を含む設計書の内容を証する情報を添付しなければならない（1967年（昭和42年）8月3日民三666号回答）。
- 宅地造成の不動産工事の先取特権保存登記を申請する場合、図面を含む設計書の内容を証する情報を添付する必要はない（1981年（昭和56年）1月26日民三656号依命回答）。

登録免許税（規則189条1項前段）は債権金額又は不動産工事費用の予算金額の1,000分の4である（登録免許税法別表第1-1(5)）。

### 登記の実行
所有権を目的とする先取特権保存登記は主登記で実行される（規則3条参照、記録例322）。所有権以外の権利を目的とする先取特権保存登記は付記登記で実行される（規則3条4号、記録例327）。
建物新築の不動産工事の先取特権保存の登記をする場合、登記官は表示に関する登記（法86条2項1号）をし、登記記録の甲区に登記義務者の氏名又は名称及び住所並びに不動産工事の先取特権の保存の登記をすることにより登記する旨を職権で記録しなければならない（法86条2項2号・規則161条、記録例324）。
工事が完了した後は、当該建物の所有者は1か月以内に表題登記をし（法47条1項）、遅滞なく所有権保存登記をしなければならない（法87条1項）。この場合、登記官が職権でした表示に関する登記と甲区にした登記は抹消される（規則162条1項・2項）。